# Bartolomé Macías
José Bartolomé Macías (n. 1901 - m. 10 de abril de 1966) fue el primer árbitro argentino de fútbol en dirigir en un mundial, al hacerlo en la Copa del Mundo de 1930 que se disputó en Uruguay. Es considerado uno de los mejores árbitros argentinos de la historia.
En el mundial de 1930 dirigió dos encuentros, Estados Unidos-Bélgica y Estados Unidos-Paraguay, ambos en la primera rueda.
Es el referí que más superclásicos dirigió, con once y tiene a su vez el récord de partidos dirigidos en Copa América, con 25.
Tras su retiro, se convirtió en director técnico y llegó a dirigir el Club Atlético Atlanta cuando este se encontraba en Primera División.